# Sing Buri (Provinz)
Sing Buri (Thai: สิงห์บุรี, [sǐŋ būrīː]) ist eine Provinz (Changwat) in der Zentralregion von Thailand.

## Geographie
Sing Buri liegt in der Tiefebene entlang des Mae Nam Chao Phraya (Chao-Phraya-Fluss) etwa 140 Kilometer nördlich von Bangkok.
| Angrenzende Provinzen: | Angrenzende Provinzen:   |
| ---------------------- | ------------------------ |
| Norden                 | Nakhon Sawan             |
| Osten                  | Lop Buri                 |
| Süden                  | Ang Thong                |
| Westen                 | Suphan Buri und Chai Nat |

## Geschichte
Sing Buri war wahrscheinlich bereits während der Dvaravati-Zeit besiedelt. Die Provinz hat während der Ayutthaya-Periode eine wichtige Rolle gespielt, zuletzt beim Feldzug der Burmesen im Jahre 1765 gegen das siamesischen Reich, das von König Ekathat regiert wurde. Als das birmanische Heer nördlich von Ayutthaya rastete, griffen elf Bewohner des Dorfes Bang Rachan die Armee an. Sie schafften es, den Angriff auf die Hauptstadt um fünf Monate hinauszuzögern, bevor sie letztendlich geschlagen wurden. Trotzdem konnten sie den Fall von Ayutthaya nicht aufhalten. Am 4. Februar wird alljährlich eine Gedenkfeier für die Helden abgehalten.
Die ehemaligen Provinzen In Buri, Phrom Buri und Sing Buri wurden im Jahre 1895 von König Chulalongkorn (Rama V.) zu der heutigen Provinz Sing Buri zusammengefasst.

## Wirtschaft
Das „Gross Provincial Product“ (Bruttoinlandsprodukt) der Provinz betrug im Jahre 2009 24.744 Millionen Baht. Mehr als 88 % der Fläche der Provinz sind als landwirtschaftlich nützlich ausgewiesen.

## Sehenswürdigkeiten
- Der Khai-Bang-Rachan-Park ist ein Denkmal für die Helden von Bang Rachan (siehe Abschnitt Geschichte). Ein Standbild der Helden wurde von König Bhumibol Adulyadej (Rama IX.) eingeweiht. Eine Nachbildung des Forts ist hier aufgebaut. Im Wat Pho Kao Ton (Kloster der Neun Bodhi-Bäume) ist in einem Viharn die Statue des Phra Achan Thammachot zu sehen, eines buddhistischen Mönches, der als der Anführer der Helden von Bang Rachan angesehen wird. Der Park liegt etwa 13 km östlich der Provinzhauptstadt Sing Buri.
- Das Kloster Wat Sawang Arom in Sing Buri ist das Zentrum für die Herstellung von Buddha-Statuen. Es besitzt mit fast 300 Stücken eine der größten Sammlungen von Nang Yai-Figuren in Thailand. Nang Yai („Großes Leder“) ist ein Schattenspiel, welches mit zweidimensionalen aus Büffelleder ausgestochenen Figuren gespielt wird.
- Wat Phra Non Chaksi liegt etwa 4 Kilometer südlich von Sing Buri. Eine 46 Meter lange, liegende Buddha-Statue im Sukhothai-Stil wird von den Einheimischen hoch verehrt.

## Symbole
Das Siegel zeigt das Fort von Khai Bang Rachan, eine Kopie des historischen Bauwerkes (siehe Abschnitt Geschichte), welches heute in einem Park zu besichtigen ist.
Der lokale Baum ist der Rote Sandelholzbaum (Adenanthera pavonina).
Der Wahlspruch der Provinz Sing Buri lautet:
„Land des tapferen
Chaksi, liegender Buddha ,
gesalzene Mae La-Fische sind die besten,
Ein Handelszentrum der Zentralregion.“

## Verwaltungseinheiten

### Provinzverwaltung
Die Provinz ist unterteilt in sechs Amphoe (‚Bezirke‘ oder ‚Landkreise‘), 43 Tambon (‚Unterbezirke‘ oder ‚Gemeinden‘) und 364 Muban (‚Dörfer‘).
| \| Amphoe \| \| --------------------------------------------------------------------------------------------------------------------------------------------------------------------------------------------------------------------------------- \| \| 1. Amphoe Mueang Sing Buri (อำเภอเมืองสิงห์บุรี) 2. Amphoe Bang Rachan (อำเภอบางระจัน) 3. Amphoe Khai Bang Rachan (อำเภอค่ายบางระจัน) 4. Amphoe Phrom Buri (อำเภอพรหมบุรี) 5. Amphoe Tha Chang (อำเภอท่าช้าง) 6. Amphoe In Buri (อำเภออินทร์บุรี) \| |
| Amphoe |
| 1. Amphoe Mueang Sing Buri (อำเภอเมืองสิงห์บุรี) 2. Amphoe Bang Rachan (อำเภอบางระจัน) 3. Amphoe Khai Bang Rachan (อำเภอค่ายบางระจัน) 4. Amphoe Phrom Buri (อำเภอพรหมบุรี) 5. Amphoe Tha Chang (อำเภอท่าช้าง) 6. Amphoe In Buri (อำเภออินทร์บุรี) |

### Lokalverwaltung
Für das ganze Gebiet der Provinz besteht eine Provinz-Verwaltungsorganisation (องค์การบริหารส่วนจังหวัด, kurz อบจ., Ongkan Borihan suan Changwat; englisch Provincial Administrative Organization, PAO).
Auf dem Gebiet der Provinz gibt es eine „Stadt“ (เทศบาลเมือง – Thesaban Mueang), Sing Buri (เทศบาลเมืองสิงห์บุรี). 
Daneben gibt es sechs „Kleinstädte“ (เทศบาลตำบล – Thesaban Tambon).